# Іванов Семен Павлович
Іванов Семен Павлович (13 вересня 1907 — 26 вересня 1993) — радянський воєначальник, Герой Радянського Союзу (8.09.1945), генерал армії (19.02.1968). Депутат Верховної Ради УРСР 5-го скликання. Депутат Верховної Ради СРСР 7-го скликання. Професор (1970).

## Біографія
Народився 13 вересня 1907 року в селі Порєчено Порецького повіту в родині селянина-бідняка.
У 1919 році після закінчення місцевої чотирикласної школи переїхав у Смоленськ, працював чорноробом на Смоленському м'яокомбінаті та ремонтним робітником на залізниці. Одночасно продовжував навчання у школі другого ступеня міста Смоленська. З 1921 року перебував у частинах особливого призначення (ЧОП).
У 1926 році добровільно пішов у Червону армію і був направлений в 1-у Московську піхотну школу імені Михайла Юрійовича Ашенбреннера. По закінченні школи у 1929 році призначений командиром взводу в 16-й стрілецькій дивізії імені Кіквідзе. Член ВКП(б) з 1929 року.
У 1936 році з посади виконувача обов'язки командира полку капітан Іванов був направлений на навчання у Військову академію імені Фрунзе.
У 1939 році після закінчення академії підполковник Іванов направлений в штаб Уральського військового округу помічником начальника оперативного відділу. Незабаром призначений начальником штабу 1-го стрілецького корпусу 8-ї армії. На цій посаді брав участь у радянсько-фінській війні 1939—1940 років. За мужність і відвагу, проявлені в боях на Карельському перешийку, був нагороджений першим орденом Червоного Прапора.
У червні—грудні 1941 року — начальник оперативного відділу — заступник начальника штабу 13-ї армії (Західний, Брянський фронти). У оборонних боях армії за Молодечно, Мінськ, Могильов Іванов часто перебував у бойових порядках, особисто організовував оборону і очолював контратаки. За організацію оборони Мінська і рубежів на Дніпрі та Березині був нагороджений орденами Леніна і Червоного Прапора.
З 27 грудня 1941 по 22 липня 1942 — начальник штабу 38-ї армії (Південно-Західний фронт). У липні—серпні 1942 року — начальник штабу 1-ї танкової армії (Південно-Західний фронт), що формувалася у районі міста Калач-на-Дону 1-ї танкової армії. У серпні 1942 року — начальник оперативного відділу штабу Південно-Східного фронту. З 23 липня по 9 грудня 1942 — начальник штабу 1-ї гвардійської армії (Південно-Східний, Сталінградський, Донський фронти). У жовтні—грудні 1942 — начальник оперативного відділу штабу Південно-Західного фронту. Іванов брав участь у плануванні і успішному здійсненні операції по розгрому німецьких військ під Сталінградом. Восени 1942 року полковнику Іванову присвоєно військове звання «генерал-майор».
З 10 грудня 1942 по 30 травня 1943 — начальник штабу Південно-Західного фронту, Після загибелі начальника штабу Південно-Західного фронту Стельмаха Семен Павлович Іванов був призначений за підтримки командувача Південно-Західним фронтом Ватутіна на посаду начальником штабу Південно-Західного фронту. З 31 травня по 20 жовтня 1943 — начальник штабу Воронезького фронту, який готувався до Курської битви.З 20 жовтня по 11 листопада 1943 року — начальник штабу 1-го Українського фронту.
У листопаді 1943 року після визволення Києва Семен Іванов був переведений на Закавказький фронт. З 22 листопада 1943 по червень 1944 року — начальник штабу Закавказького фронту.
З 2 червня 1944 по червень 1945 року — начальник штабу 3-го Українського фронту.
У червні 1945 року був призначений начальником штабу Головного командування радянських військ на Далекому Сході. За літо під його керівництвом була ретельно підготовлена операція по розгрому Квантунської армії. Указом Президії Верховної Ради СРСР від 8 вересня 1945 року за вміле керівництво військами, особисту мужність і відвагу, проявлені в боях, генерал-полковнику Іванову Семену Павловичу присвоєно звання Героя Радянського Союзу. До березня 1946 року — начальник штабу Головного командування радянських військ на Далекому Сході.
У березні 1946 — листопаді 1948 року — начальник штабу Білоруського військового округу.
У листопаді 1948 — червні 1952 року — начальник штабу Групи радянських окупаційних військ у Німеччині.
У червні 1952 — липні 1953 року — начальник штабу Одеського військового округу.
У липні 1953 — березні 1956 року — начальник штабу Московського військового округу.
У квітні 1956 — вересні 1959 року — начальник штабу Київського військового округу.
У вересні 1959 — грудні 1962 — начальник Головного оперативного управління — помічник, потім заступник начальника Генерального штабу Збройних Сил СРСР. У 1962 році генерал-полковник Іванов, заступник начальника генерального штабу, фактично керував операцією «Анадир» із перекидання радянських військ і озброєння на Кубу.
У березні 1963 — вересні 1964 — начальник штабу Сибірського військового округу.
У вересні 1964 — квітні 1968  — командувач військ Сибірського військового округу.
З 24 травня 1968 по лютий 1973 року був начальником Військової академії Генерального штабу імені Ворошилова. 2 лютого 1968 року Семену Іванову присвоєно звання «генерал армії». Автор багатьох праць з історії військового мистецтва.
З лютого 1973 по 1992 рік — військовий інспектор-радник Групи генеральних інспекторів Міністерства оборони СРСР. З 1992 року — у відставці.
Помер 26 вересня 1993 року. Похований у Москві на Новодівичому цвинтарі.

## Військові звання
- полковник (13.01.1942)
- генерал-майор (14.10.1942)
- генерал-лейтенант (19.01.1943)
- генерал-полковник (19.04.1945)
- генерал армії (19.02.1968)

## Нагороди
- Медаль «Золота Зірка» Героя Радянського Союзу № 7775;
- чотири ордени Леніна (19.01.1943, 8.09.1945, …., 28.08.1987)
- орден Жовтневої Революції (30.08.1977);
- шість орденів Червоного Прапора (1940, 27.03.1943, …, 22.02.1968)
- орден Суворова I-го ступеня (28.04.1945)
- орден Кутузова I-го ступеня (29.06.1945)
- орден Вітчизняної війни I ступеня (11.03.1985)
- орден Трудового Червоного Прапора (30.08.1967)
- орден Червоної Зірки (30.04.1975)
- орден «За службу Батьківщині у Збройних Силах СРСР» III ступеня
- іноземні ордени
- медалі
- Почесний громадянин Смоленського району.

## Твори
- «Штаб армейский, штаб фронтовой» [Архівовано 16 квітня 2018 у Wayback Machine.]. — М.: Воениздат, 1990.